# (1092) Lilium
(1092) Lilium – planetoida z pasa głównego asteroid okrążająca Słońce w ciągu 4 lat i 347 dni w średniej odległości 2,9 au. Została odkryta 12 stycznia 1924 roku w Landessternwarte Heidelberg-Königstuhl w Heidelbergu przez Karla Reinmutha. Nazwa planetoidy pochodzi od łacińskiej nazwy kwiatu lilia. Przed nadaniem nazwy planetoida nosiła oznaczenie tymczasowe (1092) 1924 PN.